# 松本穗香
松本穗香（1997年2月5日—），日本女演員，大阪府堺市出身，FLaMme旗下演員。身高162公分。

## 簡歷
- 高中時參加戲劇社，因受連續電視小說《小海女》影響而立志成為女演員。經試鏡合格，進入目前的經紀公司，畢業後離鄉開始了她的演藝生涯。2015年，藉由短片『LOTTE SWEET FILMS』「MY NAME」正式出道。
- 2018年7月首次主演電視劇《這個世界的角落》，在試鏡中擊敗3000多人，成功獲得主角鈴的演出機會[1]。
- 2019年，首次主演電影《美味家族》[2]。

## 個人
- 國中時參加排球社，高中則是戲劇社。
- 搖滾樂團窮鼠猫噛（日语：キュウソネコカミ）的狂熱歌迷，會一個人去看他們的演唱會。有一次，當她拍攝江崎固力果的廣告時，被問及喜歡的樂團，她便脫口說出了「窮鼠猫噛」，於是廣告商便找來該團配曲。

## 戲劇演出

### 電視劇
- 三個美麗的謊言（日语：美しき三つの嘘） 第2話「炎」（2016年1月4日、富士電視台）
- 那一年我們談的那場戀愛（2016年2月15日 - 3月21日、富士電視台） - 松川
- ON 異常犯罪搜查官·藤堂比奈子（2016年7月12日 - 9月6日、關西電視台） - 伊集院希良梨
- 模倣犯（2016年9月21日・22日、東京電視台） - 古川鞠子
- 黑暗中的十個女人（日语：黒い十人の女#2016年版）（2016年9月29日 - 12月1日、讀賣電視台） - 秋子
- 連續電視小說 （2017年4月29日 - 9月30日、NHK） - 青天目澄子
- 毛毯猫（日语：ブランケット・キャッツ#テレビドラマ） 第5話（2017年7月21日、NHK綜合） - 佐佐木悦子
- 腦內智慧型手機人類 第4話（2017年7月27日、讀賣電視台） - 朝長真帆
- 童話法庭（日语：昔話法廷）「糖果屋」（2017年8月14日、NHK教育） - 瀨戶香織
- 下北澤die hard 第6話（2017年8月26日、東京電視台） - Koyama Sara
- CODE：M代號海市蜃樓（日语：コードネームミラージュ） 第21話 （2017年8月26日、東京電視台） - 富樫舞
- 天才婦科醫 第1話 - 第3話（2017年10月13日 - 27日、TBS） - 三浦芽美
- 霸王餐殺手（2018年3月21日、WOWOW） - 高瀨千秋
- 平成物語（日语：平成物語）（2018年3月23日・30日、富士電視台） - 結（女主角）
- 這個世界的角落（2018年7月15日 - 9月16日、TBS） - 主演・北條／浦野鈴
- 鐵證懸案2～真相之門～ 第10話（2018年12月15日、WOWOW）- 木村莉子[3]
- JOKER×FACE（日语：JOKER×FACE）（2019年1月14日 - 3月18日、富士電視台） - 流川（與松尾諭雙主演）[4]
- 夢食堂的料理人～1964 東京奧運選手村物語～（日语：夢食堂の料理人〜1964東京オリンピック選手村物語〜）（2019年7月23日、NHK） - 島田惠子（女主角）[5]
- 真實的恐怖故事 20周年特別篇「桌子和海」（2019年10月12日、富士電視台） - 主演・田中真佐美[6]
- 請不要在病房裡誦經（日语：病室で念仏を唱えないでください#テレビドラマ）（2020年1月17日 - 3月20日、TBS） - 兒嶋真白[7]
- 龍之道 雙面復仇者（2020年7月28日 - 9月15日、富士電視台） - 吉江美佐（女主角）[8]
- 將寄出這緣分 ～Mercari的真實故事～（日语：そのご縁、お届けします-メルカリであったほんとの話-） 第3話（2020年11月17日 、MBS・TBS） - 岡崎麻帆
- 竹內涼真的攝影休假（日语：竹内涼真の撮休） 第3話（2020年11月21日 、WOWOW） - 山本新菜[9]
- 華麗一族（2021年4月18日 - 7月4日、WOWOW） - 萬俵二子[10]
- 我的殺意戀愛了 第6話 - 第10話（2021年8月15日 - 9月12日、日本電視台） - 藤堂莉奈[11]
- 一直思考刃牙是不是BL的少女的紀錄（日语：グラップラー刃牙はBLではないかと考え続けた乙女の記録ッッ）（2021年8月20日 - 10月1日、WOWOW） - 主演・兒島茜[12]
- 劍樹抄〜光圀公與俺〜（日语：剣樹抄#テレビドラマ）（2021年11月5日 - 12月24日、NHK BS Premium） - 泰姬（日语：近衛尋子）（女主角）[13]
- 松尾铃木与女优的30分钟2（2022年3月13日 - 4月3日、WOWOW Prime）
- 太沉迷于宠物，所以辞职了（2022年3月22日、NHK総合） - 主演・堂上里美
- 配角人生(被捡到的男人) Lost Man Found（2022年6月26日 - 8月23日、NHK BS Premium・Disney+） - 田畑
- 通往內心的橋 -兒童心理診所-（2023年1月20日 - 3月10日、朝日電視台） - 遠野志保（女主角）[14]
- 大河剧诞生之日（2023年2月4日、NHK総合） - 渕上明恵（女主角）
- 搞笑励志剧 轻松生活的推荐（2023年7月4日 - 9月19日、NHK綜合） - 志田未映子
- 假装我是美羽小姐（2023年10月16日 - 12月7日、NHK総合） - 主演・久保田美羽
- 自转公转（2023年12月14日・21日・28日、讀賣電視台・日本電視台） - 主演・与野都
- 95（2024年4月8日 - 6月10日、東京電視台） - （女主角）
- Angel Flight 空中送行者（2024年6月9日 - 7月14日、NHK綜合） - 高木凛子
- 解謊偵探少女（2024年10月7日 - 12月16日、富士電視台） - 主演・浦部鹿乃子（與鈴鹿央士雙主演）
- 慢行列車（2025年1月2日、TBS）-

### 電影
- 迎風而立的獅子（日语：風に立つライオン#映画）（2015年3月14日） - 兒島聰子（高中生）
- Girl's Step（2015年9月12日）
- 青空吶喊（日语：青空エール#映画）（2016年8月20日） - 三石靜香
- 愛上有機男（日语：にがくてあまい#映画）（2016年9月10日）
- 吉本新喜劇電影商店街戰爭〜SUCHICO〜（日语：よしもと新喜劇映画商店街戦争〜SUCHICO〜）（2017年3月4日） - 鮫島妮娜
- MATSUMOTO TRIBE（2017年4月15日） - 松本穗香（本人）
- JAPAN LOVE（2017年5月20日） - 宮本愛華
- Request Confusion（2017年10月8日） - 谷本雪音
- 狂華（日语：狂い華） 「華爾滋」（2017年10月14日） - 主演・藤井陽子
- 愛在雨過天晴時（2018年5月25日） - 西田唯[15]
- 世界最長的照片（2018年6月23日） - 三好奈奈惠
- 名字（2018年6月30日）
- SUNNY 我們的青春（2018年8月31日） - 奈美的女兒
- 那些年，我們一起追的女孩（2018年10月5日）- 小松原詩子[16]
- Astral・異常的鈴木小姐（2019年1月5日） - 主演・鈴木拉拉
- 吉娃娃羅曼死（日语：チワワちゃん#映画）（2019年1月8日）- クマ[17]
- 妳在月夜裡閃耀光輝（2019年3月15日） - 岡田鳴子[18]
- 美味家族（日语：おいしい家族）（2019年9月20日） - 主演・橙花
- 湯屋裡我記得（日语：わたしは光をにぎっている）（2019年11月15日） - 主演・宮川澪
- his（日语：His〜恋するつもりなんてなかった〜#映画）（2020年1月24日） - 吉村美里
- 爸爸只要一喝醉就會變成怪物（日语：酔うと化け物になる父がつらい#映画）（2020年3月6日） - 主演・田所早紀（與澀川清彥（日语：渋川清彦）雙主演）[19]
- 你是世界的起源（日语：君が世界のはじまり）（2020年7月31日） - 主演・緣[20]
- 青澀的傷痛與脆弱（日语：青くて痛くて脆い#映画）（2020年8月28日） - 本田朝美[21]
- 澪之料理帖（2020年10月6日） - 主演・澪[22]
- DIVOC-12「夢美的半生」（日语：DIVOC-12#上田監督チーム作品・テーマ「感触」）（2021年10月1日） - 主演・夢美[23]
- Musicophilia（日语：ミュジコフィリア）（2021年11月19日） - 浪花凪[24]
- 我的櫻花戀人（日语：桜のような僕の恋人）（2022年3月24日） - 有明美咲[25]
- 即使，這份戀情今晚就會從世界上消失（2022年7月29日） - 神谷早苗[26]
- “那个”所在的森林（2022年9月30日） - 北見絵里（女主角）
- 恋之荆棘（2023年1月6日） - 主演・富田桃（與玉城蒂娜雙主演）
- 搞笑怪杰（2024年1月5日） -
- 鬼平犯科帳 血闘（2024年5月10日） -

### 網路劇
- SICK'S 恕乃抄 ～內閣情報調查室特務專項專從係事件簿～（2018年5月 - 7月、Paravi） - 中道琴美
- 愛在雨過天晴時～口袋裡的願望～（2018年5月2日 - 、GYAO!（日语：GYAO!）） - 主演・西田唯（與葉山獎之雙主演）
- アストラル・アブノーマル鈴木さん（2018年6月29日 - 9月28日、YouTube・「AlphaBoat Stories」） - 主演・
- Angel Flight 空中送行者（2023年3月17日，Amazon Prime Video） - 高木凜子

### 電視節目
- CosmicFront☆NEXT（日语：コズミックフロント☆NEXT）「宇宙真空崩壊？向爸爸請教宇宙的未來」（2017年10月5日、NHK BS Premium）
- 茨城特別節目「我們所見的『昭和』〜那時的雛鳥們〜」（2017年8月18日、NHK綜合頻道・茨城縣區）
- 您的溫柔2017〜NHK海外互助〜（日语：海外たすけあい）（2017年12月2日、NHK綜合頻道）
- ん（2020年8月12日、NHK） - ん子 役[27]

### 配音
- 乘浪之約（2019年6月21日，東寶） - 雛罌粟洋子[28]
- 你在天空彼岸（2020年12月27日，Rabbit House、Elephant House） - 主演・宮益澪 [29]
- 大叔與貓 第6話（2021年2月11日 、東京電視台） - 瑪琳[30]

### 廣播
- 新人記者・松本穗香。（2020年4月5日 - 2022年9月23日、TBS電台）[31]

### CM
- 江崎固力果 LEE咖哩飯（日语：LEE (レトルトカレー)）「辛辣篇」（2016年6月1日 - ）
- 西日本鐵道（2017年5月13日 - ）
- 伊藤園（2017年8月30日 - ）
- au「自我意識過高的高杉君」（2018年 - ）
- 大王製紙「elis」（2018年11月3日 - ）
- JR東日本 JR SKISKI（日语：JR SKISKI）（2018年 - 2019年）
- 学情（日语：学情） Re就活「20代轉職關鍵篇」（2019年5月6日 - ）
- 中國電力（2020年3月24日 - ）

### PV
- LOTTE SWEET FILMS「MY NAME」（2015年1月18日）
- 華歌爾 Bra・Recycle Campaign
- 英特爾「Skylake」（2015年12月12日）
- 橫濱橡膠 雨中相遇的坡道 第5話「車內偵探明美」（2017年9月8日） - 明美
- TIFFANY「遠戀情侶」（2018年11月2日）

### MV
- Saku（日语：Saku (女性歌手)）「春色情歌」（2016年1月25日）
- JUON
  - 「READY TO GO」（2016年5月3日）
  - 「BREAK MY SKY」（2016年5月24日）
- BUMP OF CHICKEN「化作寶石的那日」（2016年6月16日）
- 中孝介「花」（2016年10月28日）
- BTOB「ChristmasTime〜只夢見你〜」（2016年12月4日）
- 般若（日语：般若 (ラッパー)）「活下去」（2017年5月30日）
- milet「Again and Again」（2019年3月6日）
- URBAN SENTO「新光」（2020年3月12日）
- indigo la End「忘れっぽいんだ」（2023年8月18日）

### 舞台劇
- （2016年3月30日 - 4月3日、新宿村LIVE） - 主演・谷口真晝
- （2021年10月28日 - 11月7日、橫濱・KAAT神奈川藝術劇場（日语：神奈川県立県民ホール）） - 主演・円佳[32]

### 活動
- SHINPA vol.5 ENDLESS SUMMER（2017年7月1日、LOFT9 Shibuya（日语：ロフト (ライブハウス)#LOFT9 Shibuya））
- SHINPA vol.8 RE: tiff（2018年2月12日、LOFT9 Shibuya）

### 書籍
雜誌
- FINEBOYS（日语：FINEBOYS） 2016年1月號
- Samurai ELO（日语：Samurai ELO） 2016年2月號
- SEDA（日语：SEDA） 2016年3月號
- +act. 2016年4月號

寫真集
- Negative Pop（2018年9月13日、集英社）[33]
- 松本穗香×川島小鳥「義式冰淇淋是什麼啊？」（2020年11月9日、小學館）[34]

## 獎項
- VOGUE 2018年度女性獎[35]
- 2020年大阪電影節 最佳女主角獎（《湯屋裡我記得》、《わたしは光をにぎっている》）[36]
- 第12回多摩電影獎（日语：TAMA_CINEMA_FORUM#TAMA映画賞） 最佳新人獎（《你是世界的起源》）[37]
- 2021年大阪電影節 最佳女主角獎（《澪之料理帖》、《君が世界の始まり》）

## 外部連結
- 松本穂香FLaMme官方網站 （页面存档备份，存于）
- 松本穗香的X（前Twitter）
- 松本穗香的Instagram帳戶